# Regulus Arcturus Black
Regulus Arcturus Black és un personatge creat per J. K. Rowling per a la seva sèrie de llibres de Harry Potter. Pertany a la prestigiosa Família Black sent fill de Orion Arcturus Black i Walburga Black i germà menor de Sirius Orion Black. També és cosí de Belatrix Lestrange, Narcisa Malfoy i Andròmeda Tonks, convertint-ho així en parent de Draco Malfoy i Nimfadora Tonks. Va néixer en 1961 i va morir en 1979 assassinat pels inferi que guardaven un dels horricreus de Voldemort en una cova.
D'acord amb Harry Potter i l'orde del Fènix, en Regulus era cavaller de la mort. El seu germà, Sirius, esmenta a en Harry que al final es va acovardir, i va ser assassinat per en Lord Voldemort, o per algú que seguia les seves ordres. Segons en Sirius, és més probable que hagi estat el segon, car "en Regulus no era prou important perquè en Voldemort el matés personalment". A Harry Potter i les relíquies de la Mort es demostra que això és fals, la seva mort es va deure al parany col·locat per en Lord Voldemort a l'amagatall d'un dels seus horricreus.
S'assabenta d'aquest amagatall per oferir al seu elf Kreacher al servei d'en Lord Voldemort per a fins que ell desconeixia. En Voldemort va utilitzar a l'elf domèstic per a provar el seu amagatall i perquè aquest morís allà. Però l'elf domèstic se salva, ja que en Voldemort no pren en compte que aquestes criatures no són iguals que els mags, per la qual cosa compten amb una màgia que els permet aparèixer-se i desaparèixer en llocs encantats.
Al seu retorn, en Regulus li va demanar que li contés el que sabia i fastiguejat pel que en Voldemort li havia fet al seu elf, va decidir trair-lo robant l'horricreu real (que era el medalló de Slytherin), dipositant-ne un de fals. En comptes de demanar-li a en Kreacher que passés de nou pels paranys d'en Voldemort, pren el seu lloc ordenant a en Kreacher tornar a la plaça Grimmauld i destruir l'horricreu sense dir re a la seva família, deixant sol a en Regulus que mor en aquest lloc. Pel que fa a l'horricreu, en Kreacher no va poder destruir-lo i el va amagar en la mansió dels Black. Anys després, en Ron Weasley el destruiria amb l'Espasa de Gryffindor.
"Regulus" vol dir "petit rei" en llatí, i és el nom de l'estrella més brillant de la constel·lació del Lleó.